# Waggoneria
Waggoneria — рід сеймуріаморф з ранньої пермі Техасу. Його назвав американський палеонтолог Еверетт С. Олсон у 1951 році на основі голотипної скам'янілості, яка включала вивітрюваний череп, нижню щелепу, хребці та частину грудного пояса. Тип і єдиний вид — W. knoxensis. Нова родина, Waggoneriidae, також була створена для зразка.
Скам'янілість була виявлена в конгломерованому родовищі ранньопермської формації Вейл поблизу міста Вера в окрузі Нокс, штат Техас. Зразок був знайдений у вузлику скелі, який зламався, і більша частина поверхні черепа вивітрювалася.
Оскільки Waggoneria відома з однієї фрагментарної скам'янілості, деякі особливості відрізняють її від інших рептиліоморфів. Одну відмінність можна помітити в будові щелеп. Поверхні верхньої та нижньої щелеп мають пластинчасту форму з кількома рядами зубів. Нижня щелепа глибока, можливо, пов'язана з дробильною функцією зубів. Олсон лише умовно відніс Waggoneria до Seymouriamorpha, зазначивши інші подібності з діадектоморфами та проколофонами. Кілька інших скам'янілостей, знайдених у формації Вейл, мають схожі риси з Waggoneria, але дещо відрізняються за розміром і морфологічними деталями. Олсон припустив, що вони можуть представляти додаткові роди в Waggoneriidae.